# Barium-130
Barium-130 of 130Ba is een radioactieve isotoop van barium, een aardalkalimetaal. De abundantie op Aarde bedraagt 0,106%. Barium-130 is een primordiaal nuclide.
Barium-130 ontstaat onder meer bij het radioactief verval van lanthaan-130.
{\displaystyle {\ce {{^{130}_{57}La}->{^{130}_{56}Ba}+{e^{+}}+{\nu }_{e}}}}

## Radioactief verval
Barium-130 vervalt door dubbel β+-verval naar de stabiele isotoop xenon-130:
{\displaystyle {\ce {{^{130}_{56}Ba}->{^{130}_{55}Cs}+{e^{+}}+{\nu }_{e}}}}
{\displaystyle {\ce {{^{130}_{55}Cs}->{^{130}_{54}Xe}+{e^{+}}+{\nu }_{e}}}}
De halveringstijd bedraagt 70 biljoen jaar. Omdat deze tijd duizenden malen groter is dan de leeftijd van het universum, kan deze isotoop ook als stabiel beschouwd worden.
113Ba · 114Ba · 115Ba · 116Ba · 117Ba · 118Ba · 119Ba · 120Ba · 121Ba · 122Ba · 123Ba · 124Ba · 125Ba · 126Ba · 127Ba · 127mBa · 128Ba · 129Ba · 129mBa · 130Ba · 130mBa · 131Ba · 131mBa · 132Ba · 133Ba · 133mBa · 134Ba · 135Ba · 135mBa · 136Ba · 136mBa · 137Ba · 137m1Ba · 137m2Ba · 138Ba · 138mBa · 139Ba · 140Ba · 141Ba · 142Ba · 143Ba · 144Ba · 145Ba · 146Ba · 147Ba · 148Ba · 149Ba · 150Ba · 151Ba · 152Ba · 153Ba · 154Ba